# Waterford Lake
Waterford Lake är en sjö i Kanada.   Den ligger i provinsen Nova Scotia, i den östra delen av landet, 1 200 km öster om huvudstaden Ottawa. Waterford Lake ligger 24 meter över havet. Arean är 0,56 kvadratkilometer. Den ligger på ön Kap Bretonön. Den sträcker sig 0,8 kilometer i nord-sydlig riktning, och 1,0 kilometer i öst-västlig riktning.
I omgivningarna runt Waterford Lake växer i huvudsak blandskog. Runt Waterford Lake är det ganska glesbefolkat, med 34 invånare per kvadratkilometer.